# リンネ庭園

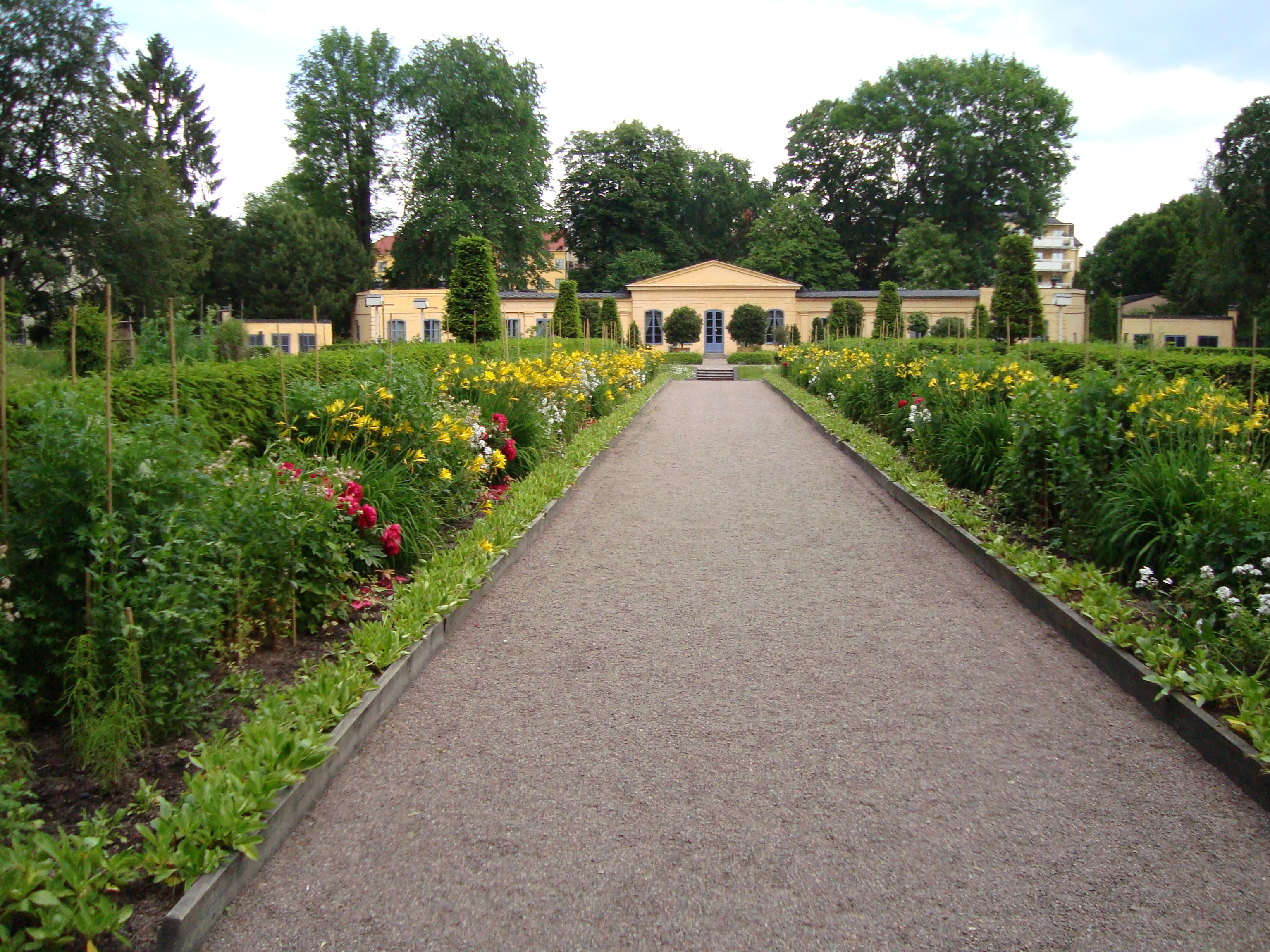
リンネ庭園

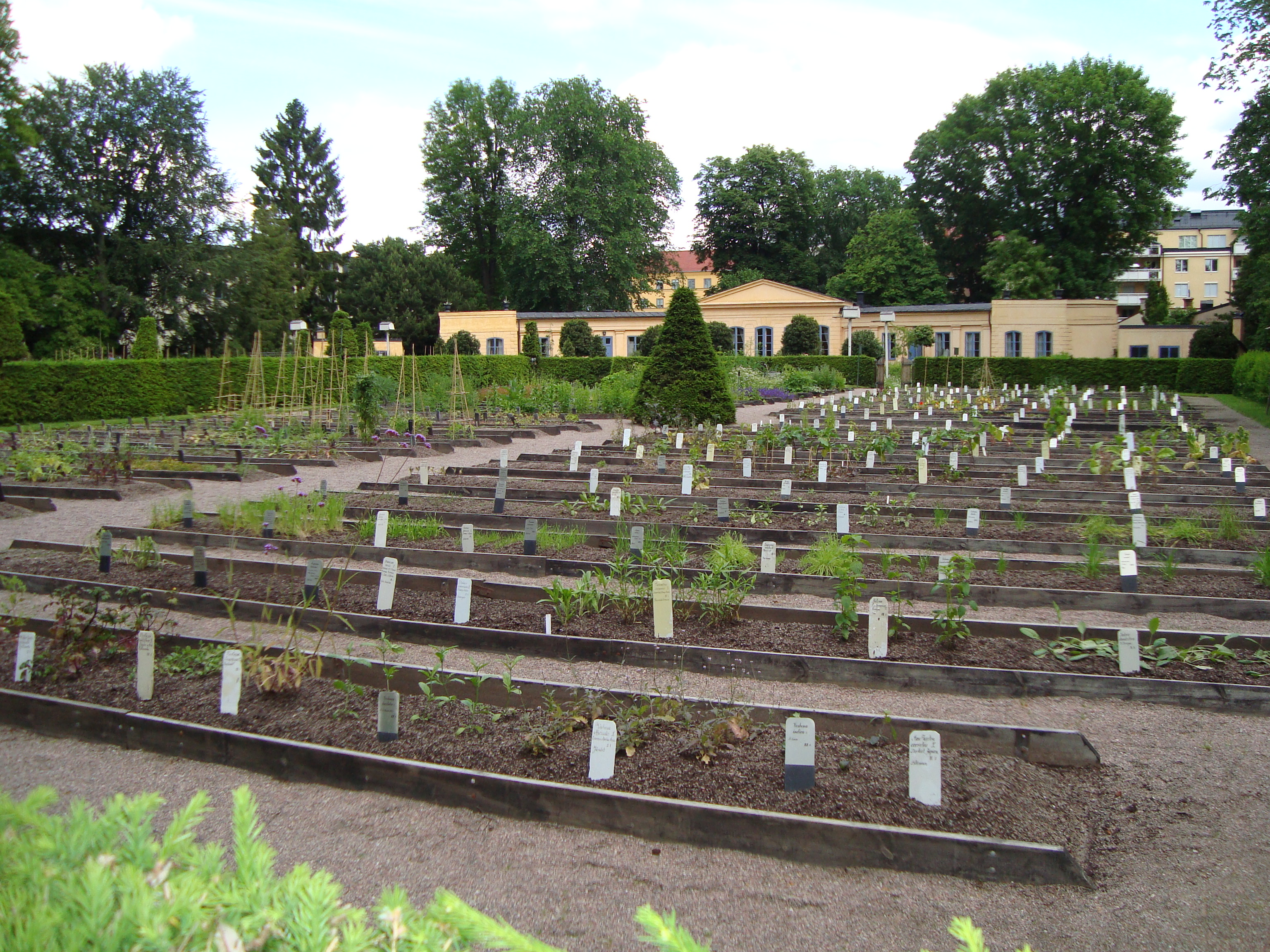

リンネ庭園（スウェーデン語: Linnéträdgården）は、ウプサラにあるスウェーデン最古の植物園である。ウプサラ大学が運営している。植物学研究のための植物園の機能はウプサラ大学植物園（Botaniska trädgården）に移され、現在はカール・フォン・リンネが居住した当時の植物園の姿に復元されている。

## 歴史
ウプサラ大学に植物園が作られたのは1655年で、ウプサラ大学の医学の教授、オラウス・ルドベックがオランダのライデン薬草園を手本に医学生の教育のために設立した。1685年には1800あまりの植物が育てられた。1702年にウプサラの大火で被害を受け、ルドベックの息子、オロフ・ルドベック（Olof Rudbeck）が父親の後を継いで植物園を運営したが衰退をとめることはできなかった。1739年には300種の植物しか、なくなった。
1741年の8月、カール・フォン・リンネがウプサラ大学の教授となり、ルドベックの後を継ぐと、植物園のなかに屋敷を作り、没するまで住んだ。庭師として、オランダの植物愛好家のジョージ・クリフォード3世の別荘で働いていたディートリヒ・ニーチェル（Dietrich Nietzel）を招いた。1745年に建築家のホーレマン（Carl Hårleman）に依頼し、庭の構成を変更し、自らの分類大系に従って植物を配置した。1748年にリンネはこの庭園で育てた3,000種の植物に関する著作、"'Hortus Upsaliensis"を出版した。1759年から、息子の小リンネが学芸員となり、後に園長となった。小リンネの後を継いだカール・ツンベルクの時代に国王グスタフ3世が植物園のためにウプサラの王宮の庭を提供したことから、ツンベルクは有益な植物を新植物園に移し、古い植物園は植物園としての意味を失った。
1917年から、庭園はリンネ博物館として再建され、"Hortus Upsaliensis"に掲載された植物を栽培展示している。現在約1300の種が栽培されウプサラ大学が所有している。

## 画像

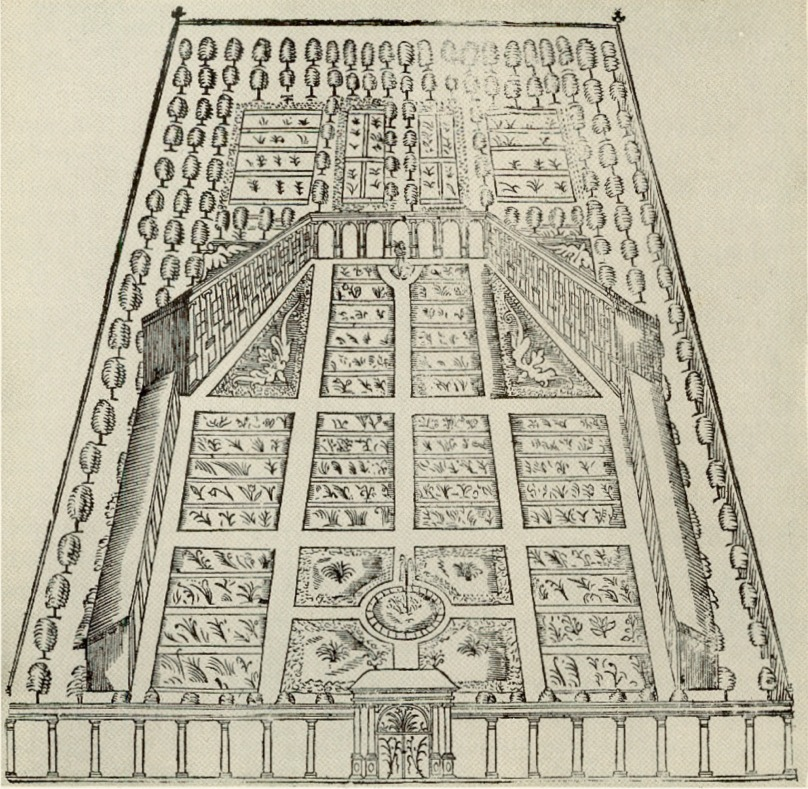
1675年のAtlanticaに描かれたルドベックの時代の庭園
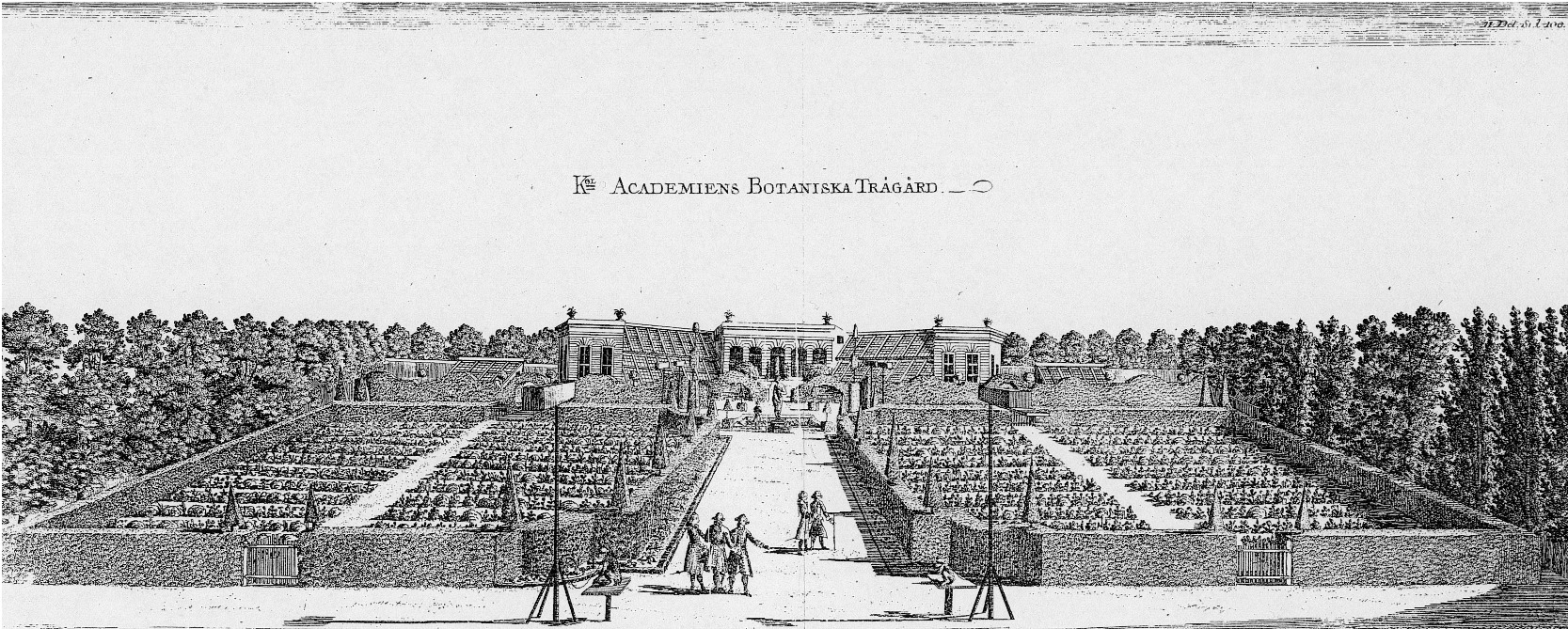
1770年の図
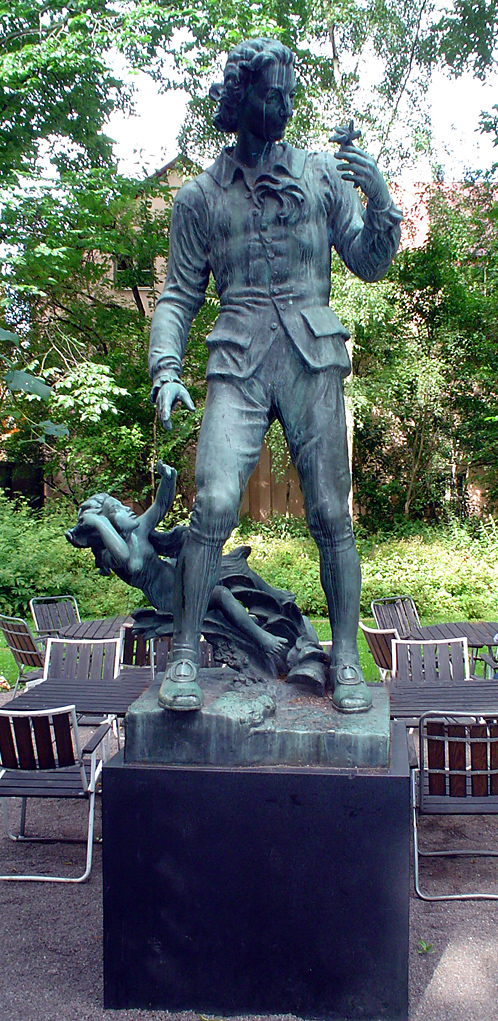
リンネの像